# Ceraeochrysa caligata
Ceraeochrysa caligata is een insect uit de familie van de gaasvliegen (Chrysopidae), die tot de orde netvleugeligen (Neuroptera) behoort. 
Ceraeochrysa caligata is voor het eerst wetenschappelijk beschreven door Banks in 1946.